# Nox Arcana
I Nox Arcana sono un duo musicale darkwave neoclassica statunitense originario di Cleveland (Ohio) e attivo dal 2003.
Il loro nome deriva dal latino e significa "notte misteriosa".
I loro testi sono ispirati al tema medievale, gotico, alla letteratura horror e alla mitologia.
La loro musica è per la maggior parte strumentale e viene spesso utilizzata come colonna sonora di film, di eventi pubblici e giochi di ruolo.

## Formazione
- Joseph Vargo
- William Piotrowski

## Discografia
- 2003 - Darklore Manor
- 2004 - Necronomicon
- 2005 - Winter's Knight
- 2005 - Transylvania
- 2006 - Carnival of Lost Souls
- 2006 - Blood of Angels (con Michelle Belanger)
- 2006 - Blood of the Dragon
- 2007 - Shadow of the Raven
- 2008 - Grimm Tales
- 2008 - Phantoms of the High Seas
- 2009 - Blackthorn Asylum
- 2009 - Zombie Influx (con Jeff Hartz)
- 2009 - Winter's Eve
- 2010 - Theater of Illusion
- 2010 - House of Nightmares (con Jeff Hartz)
- 2011 - The Dark Tower
- 2012 - Winter's Majesty
- 2013 - Legion of Shadows
- 2013 - Crimson Winter (colonna sonora)
- 2013 - Ebonshire
- 2014 - Ebonshire - Volume 2
- 2014 - Gothic
- 2015 - Ebonshire - Volume 3
- 2016 - Ebonshire - Volume 4
- 2017 - Season of the Witch
- 2017 - Ebonshire - Volume 5
- 2018 - Ebonshire (Compilation)
- 2019 - The Cabinets of Doctor Arcana
- 2019 - The Haunted Symphony
- 2019 - Snow Globe and Nightshade (EP)
- 2020 - Evergreen and Hidden Hollow (EP)
- 2022 - Duskfall Vol.1 (EP)